# Mats Ericson
Mats Gunnar Ericson (Stoccolma, 20 settembre 1964) è un ex sciatore alpino svedese.

## Biografia
Slalomista puro originario di Järfälla, Ericson debuttò in campo internazionale in occasione dei Mondiali juniores di Auron 1982 e ottenne il primo piazzamento in Coppa del Mondo il 18 dicembre 1990 a Madonna di Campiglio (7º); nel 1992 esordì ai Giochi olimpici invernali (ad Albertville 1992 si classificò al 14º posto) e ottenne il miglior piazzamento in Coppa del Mondo, il 19 dicembre a Kranjska Gora (4º). Ai XVII Giochi olimpici invernali di Lillehammer 1994, sua ultima presenza olimpica, si classificò al 13º posto; prese per l'ultima volta il via in Coppa del Mondo il 15 gennaio 1995 a Kitzbühel, senza completare la prova, e si ritirò al termine di quella stessa stagione 1994-1995: la sua ultima gara fu lo slalom speciale dei Campionati svedesi 1995, disputato il 1º aprile a Sollefteå e non completato da Ericson. Non prese parte a rassegne iridate.

## Palmarès

### Coppa del Mondo
- Miglior piazzamento in classifica generale: 24º nel 1991

### Coppa Europa
- Miglior piazzamento in classifica generale: 8º nel 1986

### Campionati svedesi
- 2 medaglie (dati parziali)[1]:
  - 2 ori (slalom speciale nel 1987; slalom speciale nel 1994)